# Regatul Lituaniei (1918)
Regatul Lituaniei a fost o monarhie constituțională cu o existență scurtă, care a fost creată spre sfârșitul primei conflagrații mondiale, în perioada în care Lituania era sub ocupația Imperiului German. Consiliul Lituaniei a proclamat independența Lituaniei pe 16 februarie 1918, dar Consiliul nu a reușit să formeze un guvern, să organizeze poliția sau alte instituții ale statului, datorită prezenței continue a prezenței trupelor germane. Germanii au propus mai multe propuneri pentru incorporarea Lituaniei în Imperiul German, în principal în Prusia. Lituanienii au rezistat acestor idei și au sperat să își păstreze independența prin crearea unei monarhii constituționale. Pe 4 iunie 1918, ei au oferit coroana aristocratului german Wilhelm Karl, duce de Urach. Ducele Wilhelm a acceptat coroana în iulie 1918 și și-a luat numele de Mindaugas al II-lea. Cu toate acestea, nu a vizitat niciodată Lituania. Alegerea sa a stârnit controverse, a divizat Consiliul și nu a dus la obținerea rezultatelor dorite. Cum  Germania pierdea războiul și era cuprinsă de Revoluția din Noiembrie, lituanienii și-a suspendat pe 2 noiembrie 1918 oferta făcută ducelui Wilhelm, punând astfel capăt domniei sale.

## Cadrul istoric
După ultima împărțire a statului polono-lituanian din 1795, Lituania a fost anexată de Imperiul Rus. În 1915, în timpul Primului Război Mondial, Germania a ocupat regiuni din vestul Imperiului Rus, care includeau și Lituania. După izbucnirea Revoluției Ruse din 1917, Germania a conceput strategia geopolitică a  Mitteleuropei, o rețea regională de state marionetă, care urmau să servească ca o zonă tampon. Germanii au permis organizarea Conferinței Naționale de la Vilnius, sperând că participanții aveau să proclame ruperea națiunii de Rusia și stabilirea unor „relații mai strânse” cu Germania.
În septembrie 1917, Conferința a ales un Consiliu format din douăzeci de membri, pe care i-a împuternicit să negocieze cu germanii condițiile pentru obținerea independenței. Germanii se pregăteau pentru negocierile pentru scoaterea Rusiei din război (Tratatul de la Brest-Litovsk) și au căutat să obțină de la lituanieni o declarație de încheierea unei „alianțe ferme și permanente” cu Germania. Declarația dorită de germani a fost adoptată de Consiliul Lituaniei pe 11 decembrie 1917. Cu toate acestea, aceste concesii au divizat Consiliul în condițiile în care Lituania nu a obținut recunoașterea dorită din partea Germaniei.  Ca urmare, Consiliul a adoptat Declarația de Independență a Lituaniei pe 16 februarie 1918. Declarația de independență nu menționa niciun fel de alianță cu Germania și sublinia  „încetarea tuturor legăturilor de stat care anterior legau acest Stat de alte națiuni”. Pe 3 martie 1918, Imperiul German și Rusia bolșevică au semnat Tratatul de la Brest-Litovsk care declara printre altele că statele baltice urmau să se afle în zona de interes germană și că Rusia renunța la orice revendicare în ceea ce le privește. Pe 23 martie, Germania a recunoscut oficial independența Lituaniei pe baza declarației de pe 11 decembrie. Cu toate acestea, țara era încă ocupată de trupele germane, Consiliul încă nu avea nicio putere reală și era tratat de către germani doar ca un organ consultativ .

## Alegerile

### Candidații potențiali

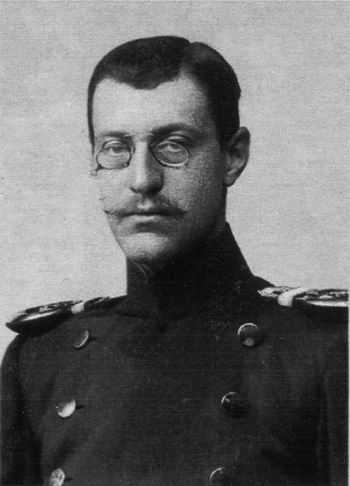
Ducele Wilhelm de Urach, care și-a luat numele Mindaugas al II-lea în cinstea primului rege lituanian

Coroana Lituaniei a fost oferită inițial de către conducerea militară a Ober Ost lui Wilhelm al II-lea al Germaniei, împărat al Germaniei și rege la Prusiei . S-ar fi creat astfel o uniune personală între Lituania și Prusia. A mai exista și o propunere alternativă pentru alegerea celui mai tânăr fiu al lui Wilhelm, prințul Joachim. Acestori planuri de expansiune a Prusiei protestante, care ocupa deja o poziție dominantă în Imperiul German, li s-au opus regatele catolice ale Saxoniei și Bavariei. Saxonia a propus candidatura prințului  Friedrich Christian, cel de-al doilea fiu al  regelui Frederick Augustus al III-lea. Această propunere trebuia să sublinieze legăturile istorice dintre Saxonia și Lituania: Casa de Wettin dăduse doi regi ai  Republicii nobiliare polono-lituaniene între 1697 și 1763. Au mai fost propuși și alți candidați. Aceste planuri au fost privite de lituanieni ca o amenințare la adresa independenței lor. Amenințarea a devenit mai puternică după întâlnire cu oficialii germani de pe 19 mai, când au fost discutate condițiile „alianței ferme și permanente”, care limitau foarte mult autonomia lituanienilor.

A apărut astfel idea de creare a unei monarhii constituționale, pentru ocuparea tronului urmând să fie invitat un candidat dispus să lupte pentru independența Lituaniei. Prezidiul Consiliului Lituaniei și-a exprimat prin vot secret pe 4 iunie 1918 aprobarea pentru înființarea unei monarhii ereditare și pentru oferirea tronului ducelui Wilhelm de Urach. Numele lui Wilhelm a fost sugerat de Matthias Erzberger, care lucrase cu lituanieni în Elveția. Candidatura lui Wilhelm a fost discutată până prin martie 1918. Ducele Wilhelm părea să fie candidatul perfect: era catolic, nu se afla în linia de succesiune a  Württembergului datorită căsătoriei morganatice a bunicului său, nu avea legături de rudenie strânse cu  Hohenzollernii și nu avea legături cu Polonia. Delegația lituaniană care trebuia să îi prezinte oferta ducelui Wilhelm în Freiburg im Breisgau nu a putut face deplasarea până pe 1 iulie datorită piedicilor puse de autoritățile militare germane. Ducele Wilhelm și fiul său cel mai mare (care ar fi devenit moștenitorul tronului) au acceptat oferta fără condiții. Pe 11 iulie, Consiliul Lituaniei a votat (13 voturi pentru, 5 împotrivă și 2 abțineri) pentru instaurarea monarhiei. Pe 12 august, Consiliul a trimis ducelui Wilhelm invitația oficială  să se încoroneze ca regele Mindaugas al II-lea al Lituaniei..

### Condițiile impuse regelui
Ducelui Wilhelm i-a fost prezentat un document cu douăsprezece puncte care  semăna cu   Pacta conventa. Monarhul urma să dețină puterea executivă să numească miniștri, să promulge legi și inițieze legi în vederea dezbaterii în Parlament. Miniștrii trebuiau selectați dintre cetățenii lituanieni și urmau să fie responsabili în fața Parlamentului. Regele trebioa să respecte Constituția, să apere independența și integritatea teritorială a Lituaniei și să protejeze toleranța religioasă. Fără aprobarea Parlamentului, el nu ar putea deveni conducătorul unui alt stat. Limba lituaniană trebuia să fie utilizată ca limbă oficială a statului și a curții, existând o prevedere specială pentru limitarea și în cele din urmă excluderea tuturor străinilor de la curtea regală. Monarhul și familia lui erau obligați să locuiască în Lituania, având dreptul să petreacă până la două luni peste graniță. Copii regelui trebuiau crescuți și educați în Lituania. În esență, lituanienii au impus „etnia electivă”. Există  mărturii conform cărora ducele Wilhelm începuse să învețe limba lituaniană și să citească despre istoria și obiceiurile lituaniene, dar el nu a ajuns să viziteze vreodată Lituania.
Anumiți istorici consideră că aceste condiții reprezentă o constituție, dar această apreciere nu este pe deplin adevărată. Specialistul în dreptul constituțional Mykolas Römeris a numit aceste condiții un „embrion al unei constituții”. Aceste condiții erau un cadru elementar și temporar, care s-ar fi dezvoltat într-o constituție, dacă monarhia nu ar fi fost abolită. Un proiect pentru o constituție completă a fost găsit mai târziu în arhivele germane, dar nu a fost niciodată discutat în mod oficial în Consiliul Lituaniei și a rămas doar un document de lucru.

### După alegerea regelui
Alegerea monarhiei a fost controversată și a creat o ruptură între membrii de dreapta și de stânga ai Consiliului Lituaniei. Alegerea monarhiei a fost puternic sprijinită de Antanas Smetona, Jurgis Šaulys și de preoții catolici. Patru membri ai Consiliului, care votaseră împotriva monarhiei, au demisionat în semn de protest: Steponas Kairys, Jonas Vileišis, Mykolas Biržiška, Stanisław Narutowicz (Stanislovas Narutavičius). Petras Klimas, care de asemenea votase împotrivă, nu a demisionat. În același timp, Consiliul a cooptat șase noi membri: Martynas Yčas, Augustinas Voldemaras, Juozas Purickis, Eliziejus Draugelis, Jurgis Alekna și Stasys Šilingas. Dezbaterile legate de forma de guvernare – monarhie versus republică – nu era una nouă. În decembrie 1917, Consiliul votase cu 15 la 5 în favoarea monarhiei, care ar fi servit Lituaniei mai bine. Susținătorii monarhiei considerau că litunaienii nu sunt maturi din punct de vedere politic pentru forma de guvernare republicană și că germanii ar sprijinit mai degrabă o monarhie. Cei care se opuneau subliniau că acest Consiliu nu avea dreptul să hotărască într-o chestiune de asemenea importanță fundamentală și că hotărârea putea fi luată doar de delegații stabiliți în cadrul Conferinței de la Vilnius pentru viitoarea Adunare Constituantă.
Germanii nu au aprobat alegerea noului rege. Ei au reclamat faptul că recunoașterea independenței Lituaniei s-a bazat pe Declarați din 11 decembrie, care asigura o alianță cu Germania și, prin urmare, Lituania nu avea dreptul să aleagă în mod unilateral un nou monarh. Germanii au protestat de asemenea în legătură cu schimbarea numelui Consiliului Lituaniei în Consiliul de Stat al Lituaniei chiar înaintea aprobării alegerii regelui Mindaugas al II-le. Consiliul a încetat să își mai folosească noul nume în corespondența oficială cu germanii, dar a rămas ferm în ceea ce privește alegerea noului rege. Presa lituaniană a fost cenzurată și nu a fost permisă publicarea vreunei știri despre noul rege, în timp ce presa germană a criticat unanim decizia lituanienilor. Când Lietuvos aidas, ziarul Consiliului, a refuzat să publice un articol în care să denunțe alegerea noului rege, publicația a fost suspendată pentru o lună. Relațiile germano-lituaniene au rămas tensionate până în octombrie 1918. Alegerile făcute de Consiliu au adus i-au un prejudiciu de imagine, care era deja perceput de Puterile Antantei și de diaspora lituaniană ca o marionetă a Germaniei. Lituanienii din diaspora vest-europeană considerau că țara lor trebuia să își lege speranțele pentru independență de Antantă, nu de Germania. Această ruptura s-a adâncit și a slăbi și mai mult pozițiile lituanienilor.

## Republica
În condițiile în care situația Germaniei devenea tot mai grea pe frontul de vest, lituanienii au căpătat o libertate de acțiune crescută. Pe 20 octombrie 1918, cancelarul german  Maximilian de Baden a reafirmat recunoașterea independenței Lituaniei, a promis să transforme administrația militară germană într-un guvern civil și să le permită lituanienilor să preia controlul după ce aveau să aibă capacitate corespunzătoare de guvernare. După ce au primit aceste vești, Consiliul Lituaniei a hotărât în ședința din 28 octombrie să discute proiectul unei constituții provizorii și formarea unui guvern. Cum nu exista niciun proiect sau schiță de constituție pregătit deja, aceste decizii au trebuit să fie luate în timpul sesiunii Consiliului, iar redactarea unui document a luat câteva zile. Noua situație politică  a impus Consiliului să își anuleze decizia de alegere a lui Mindaugas al II-lea. Lituania nu putea spera să obțină recunoașterea Antantei dacă ar fi avut în frunte un rege inamic al puterilor învingătoare. Ducele Wilhelm a afirmat că era dispus să abandoneze tronul. Consiliul a suspendat pe 2 noiembrie invitația făcută ducelui Wilhelm și a lăsat în sarcina viitoarei Adunări Constituante să hotărască în privința formei de guvernare. Mai târziu, în aceeași zi, Consiliul a adoptat prima constituție provizorie, care lăsa deschisă problema alegerii monarhiei sau republicii. Constituția a organizat guvernul în mod provizoriu până când Adunarea Constituantă avea să ia o decizie finală. Constituțiile care au urmat acestui prim act fundamental nu au mai luat în considerație problema monarhiei. 
Lituania independentă a supraviețuit doar o lună. Pe 16 decembrie 1918, Vincas Mickevičius-Kapsukas a devenit liderul statului marinetă cunoscut ca RSS Lituaniană.

## Vedeți șî
- Regatul Poloniei (1916-1918)
- Republica Sovietică Socialistă Lituaniană (1918–1919)
- Ducatul Baltic Unit

## Citate
1. ↑  Sužiedėlis (1970–1978), p. 581.
2. ↑  Eidintas (1999), p. 26.
3. ↑  Eidintas (1999), p. 29.
4. ↑  Eidintas (1999), p. 30.
5. ↑  Senn (1975), p. 33.
6. ↑  Tuska (1995), p. 32.
7. ↑  Senn (1975), p. 35–36.
8. 1 2 3 4 5 6  Senn (1975), p. 36.
9. ↑  Čepėnas (1986), p. 215–217.
10. 1 2 3  Paleckis (2006)
11. ↑  Maksimaitis (2005), p. 49.
12. 1 2 3  Skirius (2002)
13. 1 2  Janužytė (2007), p. 19.
14. ↑  Maksimaitis (2005), pp. 52–53.
15. 1 2  Maksimaitis (2005), p. 53.
16. 1 2  Liulevicius (2000), p. 210.
17. ↑  Page (1959), p. 94.
18. ↑  Maksimaitis  (2005), p. 54.
19. ↑  Maksimaitis  (2005), pp. 56, 60.
20. ↑  Tuska (1995), p. 49.
21. ↑  Maksimaitis (2005), pp. 45–46.
22. ↑  Eidintas (1999), p. 31.
23. ↑  Senn (1975), p. 37.
24. 1 2  Senn (1975), p. 38.
25. ↑  Čepėnas (1986), pp. 220–221.
26. ↑  Senn (1975), pp. 38–39.
27. ↑  Senn (1975), pp. 39–40.
28. ↑  Maksimaitis (2005), p. 62.
29. 1 2  Maksimaitis (2005), p. 64.